# Bongani Zungu
Bongani Zungu (Duduza, 9 de outubro de 1992) é um futebolista profissional sul-africano que atua como meia.

## Carreira
Bongani Zungu representou o elenco da Seleção Sul-Africana de Futebol no Campeonato Africano das Nações de 2015.